# Chiesa della Beata Vergine Addolorata e di San Lorenzo
La chiesa della Beata Vergine Addolorata e San Lorenzo conosciuta come  San Lorenzo al Portico è un luogo di culto cattolico, si trova nella località Portico di Romano di Lombardia, ed è sussidiario della parrocchiale di Santa Maria Assunta e San Giacomo. La chiesa prende il nome della località cascina del Portico sopra, che si trova lontana dal borgo di Romano di Lombardia.

## Storia
Una chiesa dedicata alla Madonna Addolorata fu edificata nel 1613 per volontà di don Alessandro Cucchi. A causa della sua improvvisa e prematura morte i lavori si fermarono per proseguire solo nel 1680. L'edificio risulta essere ultimato nel 1694. La benedizione fu impartita il 10 agosto 1703 dall'allora parroco della chiesa della Maria Assunta e San Giacomo don Defendente Trinelli. Giovanni Cucchi, parente del defunto promotore la costruzione, dotò la chiesa di trenta messe festive all'anno, garantendone la celebrazione. La torre campanaria fu innalzata qualche anno dopo 1721 con i locali della sagrestia. Nel 1850 l'offerta di Andrea Cucchi aumentò il numero di messe con un lascito che le portò a cento. Queste dovevano venir celebrare da un sacerdote della famiglia Cucchi, e sono in mancanza da un suo rappresentante, che doveva esser liquidato con un compenso di tre lire austriache.
La festa patronale fu istituita solo nel 1921, e la chiesa fu ampliata e donata dalla famiglia Cucchi nel 1926 come oratorio pubblico, con la nuova benedizione impartita da don Matteo Alberti il 26 luglio. Il pittore Battista Fasolini di Martinengo nel 1960 restaurò i decori interni. Nel nell'ultimo decennio del Novecento furono eseguite nuove pitture ad opera dell'artista romanese Rinaldo Pigola.

## Descrizione

### Esterno
L'edificio di culto è preceduto dall'ampio sagrato con pavimentazione in ciottolato e pietra. La facciata presenta due lesene laterali che reggono il timpano triangolare aggettante per le parti superiori, mentre una semplice cornice lo divide dalla facciata intonacata, e con l'iscrizione centrale riportante il santo titolare. Si apre centralmente il portale, affiancato da due paraste che reggono il timpano, con la parte inferiore composta da una semplice cornice a riproduzione in miniatura della fronte stessa. Sono presenti due aperture laterali complete di inferriate e l'oculo centrale superiore con contorno in laterizio. Le vetrate decorate sono di Rinaldo Pigola. Lateralmente rispetto all'edificio si trovano i locali della sacrestia, coperti da tetto a unico spiovente, e un piccolo porticato a proteggere l'ingresso edificata solo nel 1721.

### Interno
L'unica navata interna alla chiesa a pianta rettangolare dalla lunghezza di 10,40 m e larga 4,55 m, dimensioni raggiunte con i lavori di ampliamento del 1926, e si presenta divisa da lesene in tre campate. Le lesene sono decorate e reggono la trabeazione e il cornicione che percorre tutta l'aula dove s'imposta la volta a botte. 
La prima campata ospita il dipinto del XVIII secolo raffigurante Madonna con san Francesco da Paola e anime purganti con offerente di autore ignoto, w il Martirio di san Lorenzo posto sul destro sempre di ignoto autore e sempre del Settecento.
La zona presbiteriale anticipata dall'arco trionfale rialzata da un gradino termina con parete liscia dove è presente l'altare maggiore in legno che ospita come pala in una cornice di stucco, il dipinto Madonna addolorata con santi che era stato donato da un certo Giovanni Resca abitante a Crema, ma originario di Romano. La volta a botte ospita il dipinto, olio su tela, raffigurante La resurrezione di Rinaldo Pignola.